# Liste der spanischen Abgeordneten zum EU-Parlament (1994–1999)
Die Liste der spanischen Abgeordneten zum EU-Parlament (1994–1999) listet alle spanischen Mitglieder des 4. Europäischen Parlamentes nach der Europawahl in Spanien 1994 auf.

## Mandatsstärke der Parteien
- GUE: 9
- SPE: 22
- ERA: 1
- ELDR: 2
- EVP: 30

| Liste                       | Parteien                                                         | Mandate | Fraktion |
| --------------------------- | ---------------------------------------------------------------- | ------- | --- |
|                             | Partido Popular (PP)                                             | 28      | Fraktion der Europäischen Volkspartei (EVP) |
|                             | Partido Socialista Obrero Español (PSOE)                         | 20      | Fraktion der Sozialdemokratischen Partei Europas (SPE) |
|                             | Partit dels Socialistes de Catalunya (PSC)                       | 02      | Fraktion der Sozialdemokratischen Partei Europas (SPE) |
| Izquierda Unida (IU)        | Partido Comunista de España (PCE)                                | 07      | Konföderale Fraktion der Vereinten Europäischen Linken 000(GUE)Konföderale Fraktion der Vereinten Europäischen Linken/ 000Nordischen Grünen Linken (GUE/NGL) (ab 1995) |
| Izquierda Unida (IU)        | Partido de Acción Socialista (PASOC)                             | 01      | Konföderale Fraktion der Vereinten Europäischen Linken 000(GUE)Konföderale Fraktion der Vereinten Europäischen Linken/ 000Nordischen Grünen Linken (GUE/NGL) (ab 1995) |
| Izquierda Unida (IU)        | Iniciativa per Catalunya (IC)                                    | 01      | Konföderale Fraktion der Vereinten Europäischen Linken 000(GUE)Konföderale Fraktion der Vereinten Europäischen Linken/ 000Nordischen Grünen Linken (GUE/NGL) (ab 1995) |
| Convergència i Unió (CiU)   | Convergència Democràtica de Catalunya 000(CDC)                   | 02      | Fraktion der Europäischen Liberalen, Demokratischen 000und Reformpartei (ELDR)                                                                                         |
| Convergència i Unió (CiU)   | Unió Democràtica de Catalunya (UDC)                              | 01      | Fraktion der Europäischen Volkspartei (EVP) |
| Coalición Nacionalista (CN) | Eusko Alderdi Jeltzalea– 000Partido Nacionalista Vasco (EAJ–PNV) | 01 1    | Fraktion der Europäischen Volkspartei (EVP) |
| Coalición Nacionalista (CN) | Coalición Galega (CG)                                            | 01 1    | Fraktion der Radikalen Europäischen Allianz (ERA) |
| Coalición Nacionalista (CN) | Coalición Canaria (CC) 2                                         | 01      | Fraktion der Radikalen Europäischen Allianz (ERA) |
| Coalición Nacionalista (CN) | Unió Valenciana (UV) 3                                           | 01      | Fraktion der Radikalen Europäischen Allianz (ERA) |
| Coalición Nacionalista (CN) | Partido Aragonés (PAR)                                           | 01      | Fraktion der Radikalen Europäischen Allianz (ERA) |
| SUMME                       | SUMME                                                            | 64      | |

## Abgeordnete
| Bild | Name                                  | geb. | Partei       | Fraktion | Kommentar |
| ---- | ------------------------------------- | ---- | ------------ | -------- | --- |
|      | Julio Añovros Trias de Bes            | 1942 | PP           | EVP      | |
|      | Pedro Aparicio Sánchez                | 1942 | PSOE         | SPE      | |
|      | María Jesús Aramburu del Río          | 1951 | IU (PCE)     | GUE/NGL  | Abgeordnete bis zum 26. März 1996, Nachrücker: Abdelkader Mohamed Ali                                                                  |
|      | Javier Areitio Toledo                 | 1954 | PP           | EVP      | |
|      | Miguel Arias Canete                   | 1950 | PP           | EVP      | |
|      | Enrique Barón Crespo                  | 1944 | PSOE         | SPE      | |
|      | Francisca Bennasar Tous               | 1943 | PP           | EVP      | |
|      | Carlos María Bru Purón                | 1927 | PSOE         | SPE      | Nachgerückt am 4. Februar 1999 für Carmen Díez de Rivera Icaza                                                                         |
|      | Jesús Cabezón Alonso                  | 1946 | PSOE         | SPE      | Abgeordneter bis zum 20. Juni 1999, Nachrücker: keiner                                                                                 |
|      | Felipe Camisón Asensio                | 1929 | PP           | EVP      | Nachgerückt am 12. Dezember 1995 für Mercedes de la Merced Monge                                                                       |
|      | Luis Campoy Zueco                     | 1938 | PP           | EVP      | |
|      | Carlos Carnero González               | 1961 | IU (PCE)     | GUE/NGL  | |
|      | Juan Luis Colino Salamanca            | 1947 | PSOE         | SPE      | |
|      | Joan Colom i Naval                    | 1945 | PSOEPSC      | SPE      | Parteiwechsel am 8. Oktober 1997 |
|      | Laura de Esteban Martin               | 1962 | PP           | EVP      | |
|      | Mercedes de la Merced Monge           | 1960 | PP           | EVP      | Abgeordnete bis zum 6. Dezember 1995, Nachrücker: Felipe Camisón Asensio                                                               |
|      | Carmen Díez de Rivera Icaza           | 1942 | PSOE         | SPE      | Abgeordnete bis zum 31. Januar 1999, Nachrücker: Carlos María Bru Purón                                                                |
|      | Bárbara Dührkop Dührkop               | 1945 | PSOE         | SPE      | |
|      | Manuel Escola Hernando                | 1964 | CN (PAR)     | ERA      | Nachgerückt am 8. Oktober 1998 für Alfonso Novo Belenguer                                                                              |
|      | José Antonio Escudero                 | 1936 | PP           | EVP      | |
|      | María Teresa Estevan Bolea            | 1936 | PP           | EVP      | |
|      | Juan Manuel Fabra Vallés              | 1950 | PP           | EVP      | |
|      | Gerardo Fernández-Albor               | 1917 | PP           | EVP      | |
|      | Fernando Fernández Martín             | 1943 | PP           | EVP      | |
|      | Concepció Ferrer                      | 1938 | UDC          | EVP      | |
|      | Carmen Fraga Estévez                  | 1948 | PP           | EVP      | |
|      | Manuela Frutos Gama                   | 1956 | PSOE         | SPE      | |
|      | Gerardo Galeote Quecedo               | 1957 | PP           | EVP      | |
|      | Ludivina García Arias                 | 1945 | PSOE         | SPE      | |
|      | José Manuel García-Margallo Marfil    | 1944 | PP           | EVP      | |
|      | Salvador Garriga Polledo              | 1957 | PP           | EVP      | |
|      | Carles-Alfred Gasòliba i Böhm         | 1945 | CDC          | ELDR     | |
|      | José María Gil-Robles                 | 1935 | PP           | EVP      | |
|      | Laura Gonzáles Álvarez                | 1941 | IU (PCE)     | GUE/NGL  | |
|      | Antonio Gonzáles Trivino              | 1951 | PSOE         | SPENIERA | Fraktionsaustritt am 19. Juli 1996; Fraktionsbeitrtt am 19. September 1996                                                             |
|      | Antoni Gutíerrez Díaz                 | 1929 | IU (IC)      | GUE/NGL  | |
|      | Jorge Salvador Hernández Mollar       | 1945 | PP           | EVP      | Nachgerückt am 2. Oktober 1995 für Celia Villalobos Talero                                                                             |
|      | Josu Jon Imaz                         | 1963 | CN (EJA/PNV) | EVP      | Abgeordneter bis zum 5. Januar 1999, Nachrücker: José Domingo Posada González                                                          |
|      | Juan de Dios Izquierdo Collado        | 1947 | PSOE         | SPE      | |
|      | María Izquierdo Rojo                  | 1946 | PSOE         | SPE      | |
|      | Salvador Jové Peres                   | 1942 | IU (PCE)     | GUE/NGL  | |
|      | Pedro Marset Campos                   | 1941 | IU (PCE)     | GUE/NGL  | |
|      | Abel Matutes Juan                     | 1941 | PP           | EVP      | Abgeordneter bis zum 6. Mai 1996, Nachrücker: José Javier Pomés Ruiz                                                                   |
|      | Manuel Medina Ortega                  | 1935 | PSOE         | SPE      | |
|      | Íñigo Méndez de Vigo Montojo          | 1956 | PP           | EVP      | |
|      | José Mendiluce Pereiro                | 1951 | PSOE         | SPE      | |
|      | Ana Miranda De Lage                   | 1946 | PSOE         | SPE      | |
|      | Abdelkader Mohamed Ali                | 1959 | IU           | GUE/NGL  | Nachgerückt am 28. Mai 1996 für María Jesús Aramburu del Río                                                                           |
|      | Fernando Morán López                  | 1926 | PSOE         | SPE      | Abgeordneter bis zum 30. März 1999, Nachrücker: Juan de Dios Ramírez Heredia                                                           |
|      | Alfonso Novo Belenguer                | 1959 | CN (UV)      | ERA      | Nachgerückt am 19. September 1996 für Isidoro Sánchez García; Abgeordneter bis zum 7. Oktober 1998, Nachrücker: Manuel Escola Hernando |
|      | Ana de Palacio                        | 1948 | PP           | EVP      | |
|      | Fernando Pérez Royo                   | 1943 | PSOE         | SPE      | |
|      | José Javier Pomés Ruiz                | 1952 | UPN          | EVP      | Nachgerückt am 10. Mai 1996 für Abel Matutes Juan                                                                                      |
|      | Josep E. Pons Grau                    | 1948 | PSOE         | SPE      | |
|      | José Domingo Posada González          | 1940 | CN (CG)      | ERA      | Nachgerückt am 21. Januar 1999 für Josu Jon Imaz San Miguel                                                                            |
|      | Alonso José Puerta                    | 1944 | IU (PASOC)   | GUE/NGL  | |
|      | Juan de Dios Ramírez Heredia          | 1942 | PSOE         | SPE      | Nachgerückt am 9. April 1999 für Fernando Morán López                                                                                  |
|      | Encarnación Redondo Jíménez           | 1944 | PP           | EVP      | |
|      | Carlos Robles Piquer                  | 1925 | PP           | EVP      | |
|      | José Ignacio Salafranca Sánchez-Neyra | 1955 | PP           | EVP      | |
|      | Isidoro Sánchez García                | 1942 | CN (CC)      | ERA      | Abgeordneter bis zum 17. September 1996, Nachrücker:Alfonso Novo Belenguer                                                             |
|      | Francisco Javier Sanz Fernández       | 1949 | PSOE         | SPE      | |
|      | Francisca Sauquillo Pérez del Arco    | 1943 | PSOE         | SPE      | |
|      | Angela del Carmen Sierra González     | 1945 | IU (PCE)     | GUE/NGL  | |
|      | Joaquín Sisó Cruellas                 | 1931 | PP           | EVP      | |
|      | María Sornosa Martínez                | 1949 | IU (PCE)     | GUE/NGL  | |
|      | Anna Terrón i Cusí                    | 1962 | PSOEPSC      | SPE      | Parteiwechsel am 3. März 1998 |
|      | Jaime Valdivielso de Cué              | 1940 | PP           | EVP      | |
|      | Joan Vallvé                           | 1940 | CDC          | ELDR     | |
|      | José Valverde López                   | 1940 | PP           | EVP      | |
|      | Daniel Varela Suanzes-Carpegna        | 1951 | PP           | EVP      | |
|      | Josep Verde i Aldea                   | 1928 | PSOE         | SPE      | |
|      | Celia Villalobos Talero               | 1949 | PP           | EVP      | Abgeordnete bis zum 30. September 1995, Nachrücker: Jorge Salvador Hernández Mollar                                                    |